# Quatre genets de l'Apocalipsi
|  | Per a altres significats, vegeu «Els quatre genets de l'apocalipsi». |

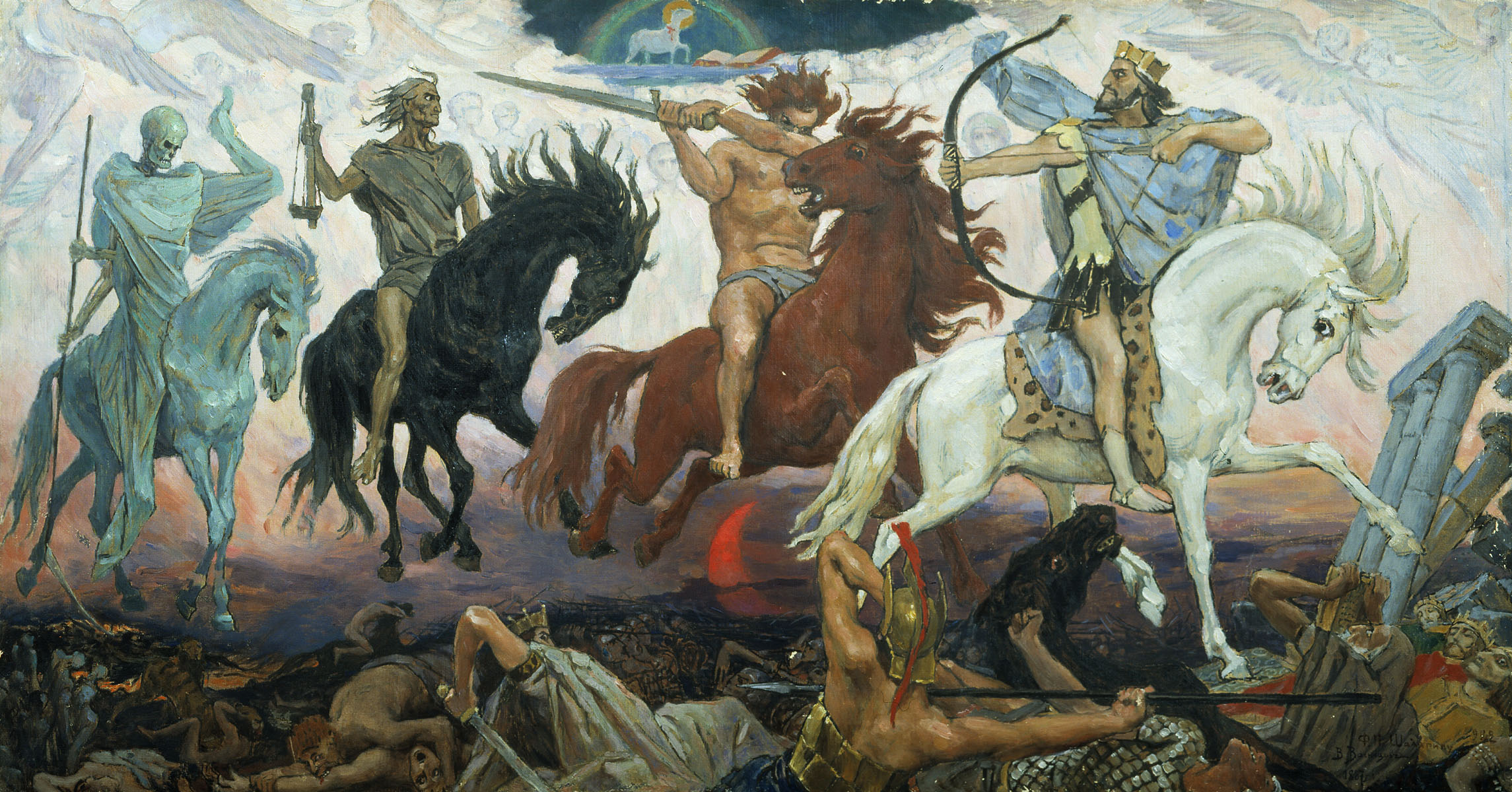
Quatre Genets de l'Apocalipsi, per Víktor Vasnetsov (1887).

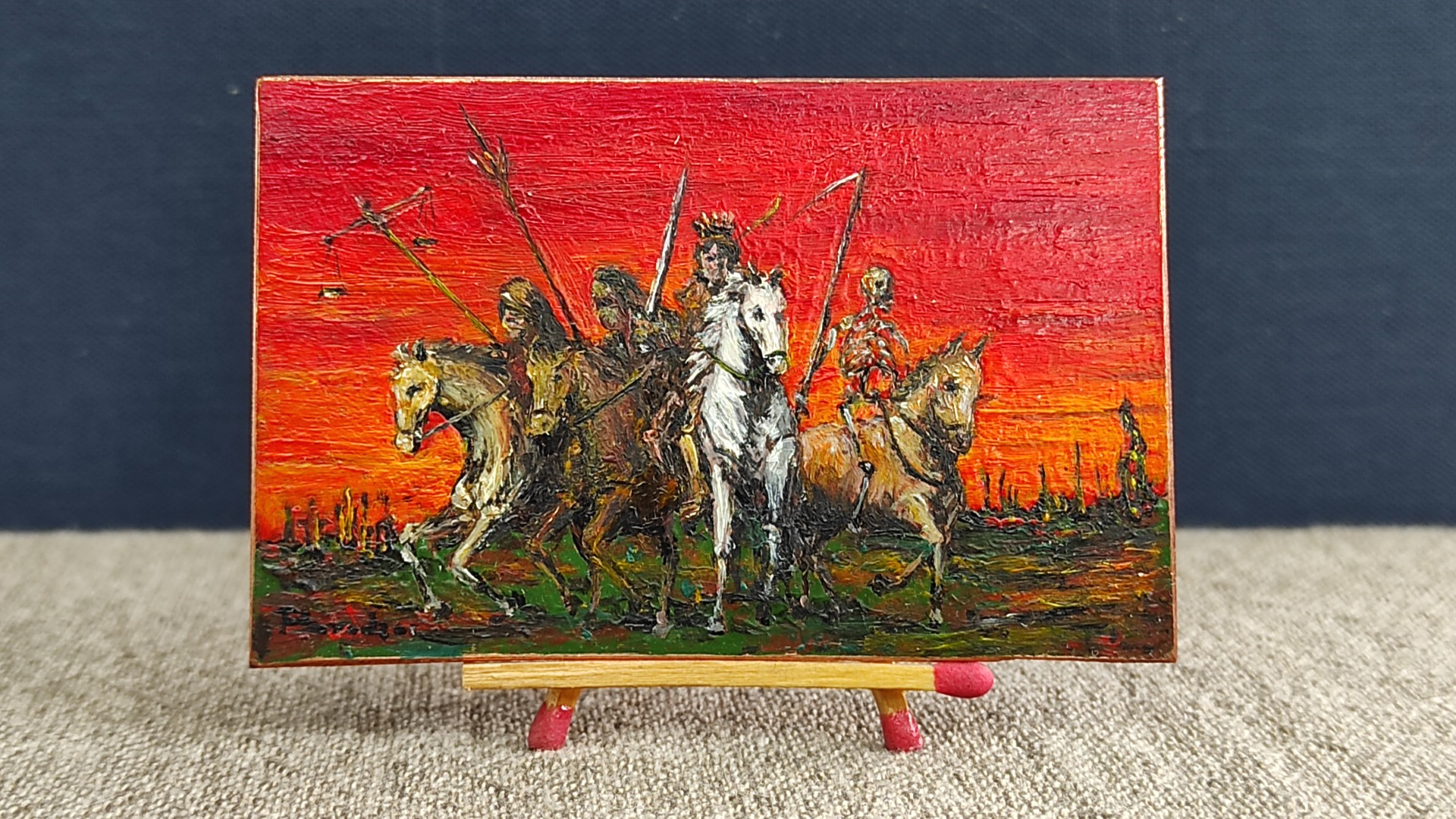
Quatre genets de l'Apocalipsi en miniatura, és una pintura per Paweł Brodzisz a l'oli i resines alquídiques sobre el coure, mida 5,0 (Alçada) × 7,7 (Amplada) cm. Actualment es troba a la col·lecció de el Museu d'Art Professional en Miniatura Henryk Jan Dominiak de Tychy.

Els Quatre Genets de l'Apocalipsi són els quatre cavallers que es descriuen a la primera part del capítol sisè de l'Apocalipsi. El capítol parla d'un pergamí a la mà dreta Déu que està segellat amb set segells, en aquest escenari Jesús obre els primers quatre segells dels set, amb la qual cosa allibera aquests genets que munten en diferents cavalls, de color blanc, roig, negre i cendrós. Segons l'exegesi representen i són al·legories de la victòria, la guerra, la fam i la mort, respectivament, encara que només a aquest últim se'l designa amb aquest nom.

## Interpretacions
Tot aquest passatge ha rebut interpretacions molt diferents. Alguns hi veuen al·lusions específiques a una determinada sèrie d'esdeveniments històrics, generalment en el primer segle, però de vegades és el temps on viu el que produeix aquesta interpretació.; d'altres l'atribueixen a una divisió de la història en quatre parts, ja sigui des del començament del món, o bé des de l'adveniment de Jesucrist; d'altres, finalment, l'atribueixen a una tipologia de diferents plagues que poden colpejar la humanitat sense necessitat d'un període determinat.

### Cavall blanc (Conquesta)
Cavalcat pel genet de la victòria.
| « | Després vaig veure com l'Anyell obria el primer dels set segells i vaig sentir el primer dels quatre vivents que deia amb veu de tro: --Vine! I vaig veure que hi havia un cavall blanc, i el seu genet duia un arc. Li van donar una corona i va sortir com a vencedor camí de la victòria.［Ap 6:1-2］ | » |

Les opinions sobre el primer cavaller, que cavalca el cavall blanc, són nombroses
Molts autors antics i moderns, catòlics, protestants o incrèduls, hi van veure el  Crist (Ireneu de Lió, Victorí de Petàvia, Andreu de Cesarea), o la predicació evangèlica triomfant (Beda, Albert el Gran, Ribeira Bossuet, Bernhardt Weiss Loisy, etc.).
En efecte, per bé que aquest primer cavaller arriba al capdavant d'una sèrie de plagues, el seu color simbòlic (leukos) és clarament i sense ambigüitat positiva; d'altra banda, reapareix més tard a l'Apocalipsi ［Ap 19:11］ identificat clarament amb el « Verb de Déu ».
D'altres autors hi veuen l'expansió d'un poder terrestre: ja sigui l'Imperi Romà conqueridor (entre els quals molts autors de l'Edat Mitjana, i després els protestants), o bé l'Imperi Part envaint l'Imperi Romà, atès que la frontera de l'Eufrates entre aquests dos imperis és evocada dues vegades a l'Apocalipsi, i que els parts sempre eren representats com a arquers a cavall.

### Cavall roig (Guerra)
| « | Llavors aparegué un altre cavall, de color roig. Al seu genet, li van donar poder d'arrencar la pau de la terra i fer que els homes es matessin els uns als altres. I li donaren una espasa enorme.［Ap 6:4］ | » |

El segon cavaller representa la guerra, i el color de la seva muntura, el roig (πυρρός, de πῦρ, foc), la sang vessada sobre el camp de batalla. Porta igualment una espasa que representa l'enfrontament i el combat. Com es va precisar que «els homes es matessin els uns als altres» (grec allèlous), es pot estar referint aquí especialment a les guerres civils, en oposició a les guerres de conquesta que estarien representades pel primer cavaller.

### Cavall negre (Fam)
| « | Després, quan l'Anyell va obrir el tercer segell, vaig sentir el tercer dels vivents que cridava: --Vine! I vaig veure que hi havia un cavall negre, i el seu genet duia una balança a la mà. 6 Llavors vaig sentir enmig dels quatre vivents una veu que deia: --Una mesura de blat, un denari; tres mesures d'ordi, un denari; però, l'oli i el vi, respecta'ls. ［Ap 6:5-6］ | » |

El tercer cavaller, el cavall del qual és negre sembla representar l'escassetat. Porta una balança cosa que significa l'avaluació i, per tant, el preu assolit pel menjar més típic de l'antic món mediterrani: cereals, oli i vi. Els cereals arriben a un preu exorbitant, un cèntim corresponent al salari diari d'un treballador antic. Quant a l'oli i el vi, se li demana al cavaller de respectar-los, és a dir, segons del verb grec usat (adikein), de no causar-los dany, de no anar darrere d'ells

### Cavall cendrós (Mort)
| « | I vaig veure que hi havia un cavall de color cendrós. El seu genet s'anomenava la Mort, i anava acompanyada del seu reialme. Li van donar potestat sobre la quarta part de la terra, perquè matés amb l'espasa, la fam, la pesta i les bèsties ferotges. ［Ap 6:8］ | » |

El quart cavaller (el cavall del qual té un color sinistre, difícil d'identificar amb precisió i que es vincula amb la noció de « pestilència ») és anomenat Mort. El color de la seva muntura evoca la por, la malaltia, la descomposició i la mort. És acompanyat o més aviat seguit «del seu reialme» (grec Hades, corresponen a l'hebreu bíblic Xeol)

### Llur missió col·lectiva
El passatge s'acaba amb aquests mots : « Li van donar potestat sobre la quarta part de la terra, perquè matés amb l'espasa, la fam, la pesta i les bèsties ferotges. ［Ap 6:8］» La gran majoria dels comentaristes consideren que això es refereix a tots els cavallers, i no només a l'últim.
De fet, l'espasa correspon al segon cavaller, la fam al tercer i la pesta al quart. Això sembla implicar que desenvoluparien llur missió simultàniament i no pas successivament.